# Metossamina
La metossamina è un composto chimico di formula C11H17NO3.

## Caratteristiche strutturali e fisiche
Il composto risulta solubile in acqua.
| N. di atomi pesanti                          | 15                                                        |
| N. di accettori di legami a idrogeno         | 4                                                         |
| N. di donatori di legami a idrogeno          | 2                                                         |
| N. di elementi stereogenici atomici definiti | 2                                                         |
| N. di legami ruotabili                       | 4                                                         |
| Massa monoisotopica                          | 211,120843415                                             |
| Carica fisiologica                           | +1                                                        |
| Superficie polare                            | 64,71 Å2                                                  |
| Sezione d'urto                               | 158,3719484 [M-H]- 159,3108484 [M+H]+ 158,4337484 [M+Na]+ |
| Rifrattività                                 | 57,84 m3/mol                                              |
| Polarizzabilità                              | 22,81 Å3                                                  |

## Farmacologia e tossicologia

### Farmacocinetica
Il legame con le proteine plasmatiche risulta basso.

### Farmacodinamica
La metossammina è un'ammina simpaticomimetica potente che aumenta sia la pressione sanguigna sistolica che diastolica.Agisce sui recettori α1-adrenergici, ma sembra non avere alcun effetto sui recettori β-adrenergici. Agisce aumentando la forza dell'azione di pompaggio del cuore e restringendo i vasi sanguigni periferici. Il composto attraversa la barriera ematoencefalica e stimola la secrezione di ACTH negli esseri umani.

### Effetti del composto e usi clinici
La metossammina è un agonista adrenergico α utilizzato per il trattamento e la gestione dell'ipotensione. È indicata per la prevenzione e il trattamento dello stato ipotensivo acuto che si verifica con l'anestesia spinale. È inoltre indicata come trattamento aggiuntivo dell'ipotensione causata da emorragia, reazioni ai farmaci, complicazioni chirurgiche e shock associato a danni cerebrali dovuti a trauma o tumore. Provoca una vasocostrizione periferica prolungata ed ha un effetto minimo, se non nullo, sul sistema nervoso centrale.
L'ipotensione perioperatoria può essere controllata con la metossammina nel caso in cui l'efedrina non sia efficace. Non esistono studi adeguati o ben controllati sulla metossammina nelle donne in gravidanza. Essa riduce il flusso sanguigno uterino nelle pecore e nelle scimmie gravide a dosi simili a quelle umane. Nei ratti, la metossammina aumenta la contrattilità uterina in modo dose-dipendente. Non è chiaro se lo stesso accada negli esseri umani.

### Controindicazioni ed effetti collaterali
Gli effetti collaterali includono ipertonia uterina, bradicardia fetale, ipertensione, nausea/vomito, mal di testa, ansia, sudorazione, piloerezione e urgenza urinaria. La metossammina dovrebbe essere utilizzata durante la gravidanza e l'allattamento solo se il beneficio giustifica il potenziale rischio perinatale.

### Interazioni
Gli effetti del composto possono essere potenziati qualora venga assunto con: isocarboxazid, tranilcipromina, antidepressivi triciclici o MOA inibitori.